# 3845 Нејаченко
3845 Нејаченко (енгл. 3845 Neyachenko) је астероид чија средња удаљеност од Сунца износи 3,426 астрономских јединица (АЈ).
Апсолутна магнитуда астероида је 11,7.